# Det Kongelige Norske Videnskabers Selskab
Die Königlich Norwegische Wissenschaftliche Gesellschaft (norwegisch Det Kongelige Norske Videnskabers Selskab; DKNVS) ist eine Gelehrtengesellschaft mit Sitz in Trondheim, Norwegen.

## Geschichte
Die Gesellschaft wurde 1760 von Bischof Johan Ernst Gunnerus, Gerhard Schøning und Ratsmitglied Peter Friderich Suhm als Det Trondhiemske Selskab (Die Trondheimer Gesellschaft) gegründet. Sie erlangte die königliche Bestätigung 1767 und mit ihr den neuen Namen Det Kongelige Norske Videnskabers Selskab (Die Königlich norwegische Gesellschaft der Wissenschaften (DKNVS)). 1768 wurde deren Bibliothek mit zunächst 500 Büchern gegründet. Als älteste wissenschaftliche Bibliothek in Norwegen ist sie heute Teil der NTNU Universitätsbibliothek und trägt den Namen Gunnerus-Bibliothek.

## Leiter
Traditionell fungiert ein Mitglied des Königshauses als „Protektor“ der Gesellschaft. Bis 1815 trug er den Titel „Präses“, die tatsächliche Leitung aber lag beim „Vizepräses“.

### Protektor (Präses bis 1815)
- 1772–1805: Kronprinz Friedrich
- 1805–1814: Kronprinz Christian Friedrich
- 1814–1815: vakant
- 1815–1818: Kronprinz Karl
- 1818–1859: Kronprinz und König Oskar I.
- 1859–1872: König Karl IV.
- 1872–1905: König Oskar II.
- 1906–1957: König Haakon VII.
- 1957–1991: König Olav V.
- 1991–0000: König Harald V.

### Präses (Vizepräses bis 1815)
- 1766–1773: Johan Ernst Gunnerus
- 1773–1780: Ole Irgens
- 1780–1791: Christian Frederik Hagerup
- 1791–1803: Johan Christian Schønheyder
- 1804–1820: Peter Olivarius Bugge
- 1820–1828: Christian Krohg
- 1829–1832: Niels Stockfleth Schultz
- 1832–1832: Frederik Christopher, Graf von Trampe
- 1833–1838: Christian Hersleb
- 1838–1851: Frederik Moltke Bugge
- 1851–1855: Hans Jørgen Darre
- 1855–1865: Hans Christian Petersen
- 1865–1870: Andreas Grimelund
- 1870–1872: Hans Jørgen Darre
- 1872–1874: Andreas Grimelund
- 1874–1883: Bernhard Ludvig Essendrop
- 1883–1897: Karl Ditlev Rygh
- 1897–1899: Johannes Sejersted
- 1899–1902: Knud H. Lossius
- 1903–1914: Bjarne Lysholm
- 1914–1926: Axel Sommerfelt
- 1926–1933: Halfdan Bryn
- 1933–1945: Ragnvald Iversen
- 1946–1946: Viggo Brun
- 1946–1949: Ragnvald Iversen
- 1950–1958: Thorolf Vogt
- 1958–1965: Harald Wergeland
- 1966–1973: Tord Godal
- 1974–1981: Sigmund Selberg
- 1982–1989: Grethe Authén Blom
- 1990–1995: Haakon Olsen
- 1996–1999: Peder Borgen
- 2000–2004: Karsten Jakobsen
- 2005–2010: Steinar Supphellen
- 2010–2013: Kristian Fossheim
- 2013–0000: Jan Ragnar Hagland
- 2014–2016: Helge Holden
- 2017–2019: Ida Bull
- 2020–0000: May Thorseth